# Ropucha-klassen
Ropucha-klassen (Projekt 775) er en klasse af store landgangsskibe bygget til den sovjetiske flåde og efterfølgende overtaget af de russiske og ukrainske flåder.

## Historie
Udviklet i 1960'erne og søsat fra 1974 på det polske skibsværft Stocznia Północna i Gdańsk. Fra 1975 hejste det første skib kommando i den sovjetiske flåde. Klassen erstattede den aldrende Alligator-klasse. Skibene blev leveret i tre omgange, den første omgang bestod af 12 skibe fra 1974 til 1978, den anden omgang var 1980-1988 blev der leveret 13 skibe. Den sidste levering løb fra 1988 til 1992 og omfattede tre skibe af et forbedret design benævnt Ropucha II
Ved Sovjetunionens sammenbrud var der 25 skibe af Ropucha I-typen. De 17 var i aktiv tjeneste og de andre otte var i reserve og delvist skrotningsmodne.
I 1976 solgte man en enhed til Yemen. En anden enhed blev i 1996 overdraget til Ukraine som en del af opdelingen af Sortehavsflåden.

### Operativt
Skibene i Ropucha-klassen har flere gange i historien været indsat i operationer rundt om i verden. Ved borgerkrigen i Yemens udbrud i 1986 benyttede man disse skibe til at evakuere et større antal sovjetiske statsborgere fra havnebyen Aden.
I 1999 transporterede klassen 260 køretøjer og 650 soldater til de russiske fredsbevarende styrker i Albanien.
I 2008 deltog to skibe i klassen i Krigen i Sydossetien hvor de deltog i besættelsen af den georgiske havneby Poti. Enkelte skibe forretter konstant forsyningstjeneste til Kamtjatka-halvøen, Kurilerne og Sakhalin.
I august 2009 deltog de tre skibe Asov, Novotjerkassk og Jamal sammen med en fregat og to atomubåde i eftersøgningen af det forsvundne fragtskib Arctic Sea.

## Last
Skibene er designet til at sejle op på en fjendtlig strand og aflevere deres last af kampvogne, pansrede køretøjer og soldater. Skibene er til dette formål udstyret med et stort anker til at trække skibene væk fra stranden når de har afleveret deres last. Ropucha-klassen kan lastes med 480 tons i et lastrum på 95×4,5×4,5 meter. I dette lastrum er der plads til op til ti tunge kampvogne eller et større antal andre motoriserede køretøjer.

## Skibe i klassen
| Pnt.       | Navn                               | Kølen lagt | Søsat     | Indgået            | Skæbne                                                                           |           |           |
| Ropucha I  | Ropucha I                          | Ropucha I  | Ropucha I | Ropucha I          | Ropucha I                                                                        | Ropucha I | Ropucha I |
| ---------- | ---------------------------------- | ---------- | --------- | ------------------ | -------------------------------------------------------------------------------- | --------- | --------- |
|            | SDK-47                             |            |           | 1. juli 1974       | Udgået 17. december 1994                                                         |           |           |
|            | SDK-48                             |            |           | 30. juni 1975      | Udgået 5. juli 1994                                                              |           |           |
|            | SDK-63                             |            |           | 30. juni 1975      | Udgået 5. juli 1994                                                              |           |           |
|            | SDK-90                             |            |           | 30. november 1975  | Udgået 5. juli 1994                                                              |           |           |
|            | Olenegorskij Gornjak (ex-SDK-91)   |            |           | 30. juni 1976      | I tjeneste ved Nordflåden                                                        |           |           |
|            | SDK-181                            |            |           | 9. oktober 1976    | Udgået 5. juli 1994                                                              |           |           |
|            | Kondopoga (ex-SDK-182)             |            |           | 30. november 1976  | I tjeneste ved Nordflåden                                                        |           |           |
|            | Kotlas (ex-SDK-183)                |            |           | 15. marts 1977     | Udgået 22. maj 2005                                                              |           |           |
|            | Aleksandr Otrakovskij (ex-SDK-197) |            |           | 21. september 1977 | Udgået 5. juli 1994                                                              |           |           |
|            | SDK-200                            |            |           | 1977               | udgået 30. maj 1993                                                              |           |           |
|            | SDK-55                             |            |           | 30. juli 1978      | I tjeneste ved Nordflåden                                                        |           |           |
|            | Goda Sukhogruz (ex-SDK-119)        |            |           | 27. februar 1979   | Overdraget til Yemen, skrottet 2002                                              |           |           |
|            | BDK-14                             |            |           | 31. august 1981    | Udgået 3. maj 2001                                                               |           |           |
|            | Osljabja (ex-BDK-101)              |            |           | 19. december 1981  | I tjeneste ved Sortehavsflåden                                                   |           |           |
|            | BDK-105                            |            |           | 2. marts 1982      | Udgået 10. marts 2002                                                            |           |           |
|            | BDK-98                             |            |           | 28. september 1982 | I tjeneste ved Sortehavsflåden                                                   |           |           |
|            | BDK-32                             |            |           | 1982               | Udgået 10. marts 2002                                                            |           |           |
| 127        | Minsk (ex-BDK-43)                  |            |           | 30. maj 1983       | I tjeneste ved Østersøflåden                                                     |           |           |
|            | Kaliningrad (ex-BDK-58)            |            |           | 9. december 1984   | I tjeneste ved Østersøflåden                                                     |           |           |
|            | Georgij Pobedonosets (ex-BDK-45)   |            |           | 5. marts 1985      | I tjeneste ved Nordflåden                                                        |           |           |
|            | Konstantin Olsjanskij (ex-BDK-56)  |            |           | 1985               | Overdraget til Ukraine i 1991                                                    |           |           |
|            | Aleksandr Sjabalin (ex-BDK-60)     |            |           | 31. december 1985  | I tjeneste ved Østersøflåden                                                     |           |           |
|            | Tsezar Kunikov (ex-BDK-64)         |            |           | 30. september 1986 | Angrebet og sænket i Sortehavet nær Krim af ukrainske dronebåde 14. februar 2024 |           |           |
|            | Novotjerkassk (ex-BDK-46)          |            |           | 30. november 1987  | I tjeneste ved Sortehavsflåden                                                   |           |           |
|            | Jamal (ex-BDK-67)                  |            |           | 30. april 1988     | I tjeneste ved Sortehavsflåden                                                   |           |           |
| Ropucha II |                                    |            |           |                    |                                                                                  |           |           |
|            | Azov (ex-BDK-54)                   |            |           | 12. oktober 1990   | I tjeneste ved Sortehavsflåden                                                   |           |           |
|            | Peresvet (ex-BDK-11)               |            |           | 10. april 1991     | I tjeneste ved Stillehavsflåden                                                  |           |           |
|            | Koroljov (ex-BDK-61)               |            |           | 10. juli 1991      | I tjeneste ved Østersøflåden                                                     |           |           |

## Eksterne henvisniner
- Wikimedia Commons har flere filer relateret til Ropucha-klassen
- World Navies Today: Russian Littoral Warfare Ships Arkiveret 15. august 2000 hos  Wayback Machine (engelsk)
- fas.org: Projekt 775 Arkiveret 25. december 2008 hos  Wayback Machine (engelsk)
- warfare.ru: 775 Ropucha class (engelsk)
- Jane's Fighting Ships 2008 (digital version)